# Z narodzenia Pana
Z narodzenia Pana albo Z narodzenia Pana dzień dziś wesoły – polska kolęda pochwalna, nawiązująca tekstem do najstarszych i pochodzących z łaciny pieśni okresu Bożego Narodzenia. Znana jest dzięki ks. Michałowi Marcinowi Mioduszewskiemu z suplementu do Śpiewnika kościelnego z 1842 roku. Najsłynniejsza melodia pastorałki pochodzi również z ww. Dodatku, choć powstało co najmniej kilka wersji. Ta właśnie najpopularniejsza ma charakter skocznego i marszowego mazura.